# Su última pelea
 Su última pelea  es una película en blanco y negro de Argentina dirigida por Jerry Gómez sobre su propio guion escrito en colaboración con Ricardo Lorenzo que se estrenó el 8 de junio de 1949 y que tuvo como protagonistas a Armando Bó, Laura Hidalgo, Santiago Arrieta, Marcos Caplán y Augusto Codecá. El argumento está inspirado en la vida del boxeador Justo Suárez (1909-1938), apodado El Torito de Mataderos.

## Sinopsis
La tuberculosis y un crimen pasional impiden el triunfo final a un muchacho de barrio que se ha abierto camino con el boxeo.

## Reparto
- Armando Bó
- Laura Hidalgo
- Santiago Arrieta
- Marcos Caplán
- Augusto Codecá
- Pedro Laxalt
- Pepe Marrone
- Semillita
- Zita Rosas
- Eduardo Lausse
- Mauro Cía
- Alfredo Porcio
- José María Gatica
- Juan Carlos Prevende
- Américo Fernández
- Kid Duval
- Eduardo del Piano
- Ángel Vargas
- Alfredo Marino
- Julio Pastega

## Comentarios
La crónica de Clarín dijo:

”El contenido temático siendo superior al tratamiento, vence las deficiencias de toda clase que encuentra a lo largo del film para imponerse al espectador.”

Por su parte Noticias Gráficas opinó:

”Anota con eficacia popular los aspectos suburbanos de aquellos que viven fincando sus esperanzas en el box. Y ello permite cuadros simpáticos y costumbristas.”